# Crux Easton
Crux Easton – osada w Anglii, w hrabstwie Hampshire. Leży 27 km na północ od miasta Winchester i 91 km na zachód od Londynu.